# Площадь Шаумяна
Пло́щадь Шаумя́на (первоначально — Петропавловская) — одна из площадей в центральной части Астрахани.

## Описание
Первоначальное название по Петропавловской церкви. Ранее граничила с Буровским садом (ранее — Кремлёвским) и Астраханским тюремным замком.
Ныне, фактически имеет форму улицы — вытянутого проезда, проходящего параллельно проезжей части площади Ленина. Находится на равном удалении от Астраханского кремля и Канала имени Варвация. Начинается от Адмиралтейской и идёт с запада на восток на протяжении 379 метров, переходя в одноимённую улицу после пересечения с улицей Бэра.
Преимущественно застроена малоэтажными многоквартирными домами сталинской эпохи, есть и элементы дореволюционной застройки, в том числе один памятник архитектуры.

## История
В 1722 заложен Астраханский военный порт (с 1827 здесь располагалось Астраханское адмиралтейство), возле которого к середине XVIII века возникла небольшая слобода в 150 дворов, куда поселили разных чинов служителей Астраханской конторы над портом.
В 1749 на площадь перенесена деревянная Петропавловская церковь, построенная к 1730 и по ветхости предполагавшаяся к сносу, из Сьяновой (Сияновой) слободы. К церкви пристроили новую деревянную колокольню. К 1763 потребовалась реконструкция церкви.
В 1808 заложена и в 1814 построена новая каменная Петропавловская церковь.
В 1920 году площадь получила современное название в честь революционера Степана Георгиевича Шаумяна.
В 1934 закрыта и в 1936 снесена церковь.
Позднее, площадь застроена типовыми жилыми домами и средней школой.

## Ансамбль
- дом 1 —  Объект культурного наследия народов РФ. Объект № 3010051000 (БД Викигида) Училище коммерческое им. К. П. Воробьева (Дом, в котором в начале 1918 года проходил 1-й губернский съезд Советов, провозгласивший установление Советской власти в губернии, построен в 1913‒1916 гг.). Архитектор А. В. Николаев. Ныне в здании расположен Естественный институт Астраханского государственного университета.

Доминантой площади являлась Петропавловская церковь.

## Транспорт
У западной оконечности площади расположена остановка маршрутных такси «Лебединое озеро», к югу от восточной — остановка «Кировский суд».